# Kuk (Papua Nová Guinea)
Archeologická zemědělská oblast Kuk se nachází na v hornatém vnitrozemí Nové Guineji na rozloze přibližně 116 hektarů. Jedná se o mokřady v nadmořské výšce 1 500 m n. m. Lokalita byla v roce 2008 zapsána na Seznam světového dědictví UNESCO. Archeologické práce prokázaly, že toto území bylo lidmi kultivováno téměř kontinuálně 7000 let, možná až 10000 let. Zachovalé pozůstatky demonstrují technologickou evoluci, kterou prodělalo lidstvo přibližně před 6500 lety při přechodu z prostého využívání volně rostlých rostlin k plánovanému zemědělství. Je také excelentním příkladem změn zemědělských postupů v průběhu času, od pěstování v blátě po odvodnění mokřadů pomocí příkopů. Kuk je jedním z mála míst na světě, kde archeologická evidence zachycuje zemědělský pokrok nezávislý na jiných oblastech po tak dlouhou dobu.